# Karłów (Nysa)
Karłów (deutsch Carlau, auch Karlau) ist ein Stadtteil der kreisfreien Stadt Nysa (Neisse) in der Woiwodschaft Opole in Polen.

## Geographie

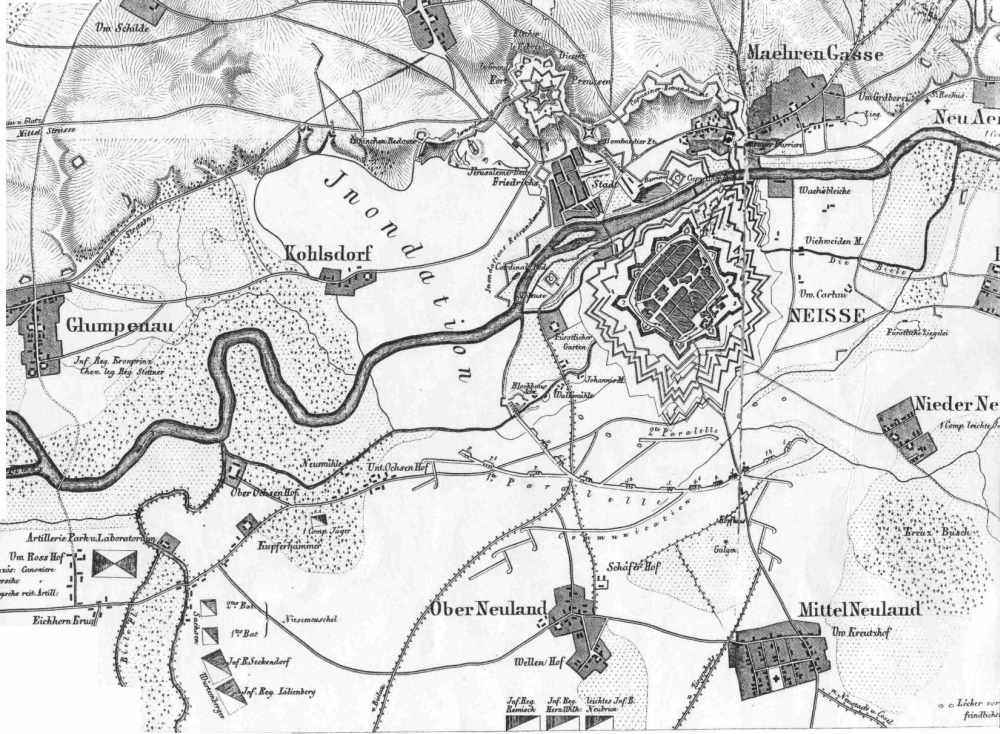
Neisse und Umgebung im Jahre 1807 (rechts das Dominium Carlau)

Karłów liegt etwa einen Kilometer östlich des Stadtzentrums von Nysa in der Nizina Śląska (Schlesische Tiefebene) am südlichen Ufer der Glatzer Neiße. Durch Karłów verläuft die Woiwodschaftsstraße 407 und westlich des Dorfes die Bahnstrecke Kędzierzyn-Koźle–Nysa.
Nachbarorte von Karłów sind im Westen die Stadt Nysa (Neisse), im Osten Konradowa (Konradsdorf) und im Süden Dolna Wieś (Nieder Neuland).

## Geschichte
Unter dem Breslauer Fürstbischof Karl (Carl) von Österreich wurde das östlich der Stadt Neisse gelegene Stutenvorwerk zusammen mit einem fürstbischöflichen Kämmereigut erworben und zu einem Dominium ausgebaut. Auf diesem entwickelte sich das Dorf Carlau (Karlau), dessen Name sich vom Fürstbischof ableitet.
Zusammen mit dem Fürstentum Neisse wurde Carlau 1810 säkularisiert und ab 1818 zerstückelt („dismebriert“), so dass nur noch eine Gärtnerstelle übrig blieb. Nach der Neugliederung der Provinz Schlesien gehörte Carlau ab 1816 zum Landkreis Neisse, mit dem es bis 1945 verbunden blieb. Damals bestand es aus 20 Gärtner- und 16 Häuslerstellen. Für das Jahr 1845 sind belegt: eine Ziegelei, der Badeort Heinrichsbrunn, die Karlaumühle sowie 12 Häuser, in denen 75 katholische Einwohner lebten. 1875 wurden die Landgemeinde Carlau und der gleichnamige Gutsbezirk in den Amtsbezirk Neuland eingegliedert.
Nach dem Ersten Weltkrieg 1918 entstanden nach starkem Zustroms von Flüchtlingen aus Ostoberschlesien neue Wohnviertel in Neisse. Nördlich von Karlau entstand eine Wohnsiedlung mit Doppelhaushälften im Heimatstil. Beim Neisser Hochwasser 1938, das durch die Glatzer Neiße und die Biele verursacht worden war, wurde auch der Ortsteil Carlau überflutet und dadurch drei Häuser zerstört.
Als Folge des Zweiten Weltkriegs fiel Karlau unter polnische Verwaltung. Nachfolgend wurde es in Karłów umbenannt. Die deutsche Bevölkerung wurde – soweit sie nicht vorher geflohen war – weitgehend vertrieben. Die neu angesiedelten Bewohner waren teilweise Zwangsumgesiedelte aus Ostpolen, das an die Sowjetunion gefallen war. 